# Symphonieorchester Vorarlberg
Das Symphonieorchester Vorarlberg ist das Symphonieorchester des Landes Vorarlberg.

## Geschichte
Das Vorarlberger Funkorchester entstand 1945 und wurde 1959 aufgelöst.
Das 1984 gegründete Symphonieorchester Vorarlberg arbeitet projektorientiert. Den fixen Stamm des Symphonieorchesters Vorarlberg bilden zu 80 Prozent professionelle Musiker aus Vorarlberg und den angrenzenden Nachbarländern Schweiz, Liechtenstein sowie dem deutschen Bodenseeraum. Ohne festen Dienstplan werden in intensiven Probephasen pro Saison bis zu zehn Programme einstudiert und in jeweils mehreren Konzerten aufgeführt. Zu einem Fixpunkt im Jahresprogramm des Orchesters wurden ab 1990 die szenischen Opernproduktionen in Zusammenarbeit mit dem Vorarlberger Landestheater. Seit 1994 veranstaltet das Orchester höchst erfolgreich eigene Abonnementzyklen im Festspielhaus Bregenz und im Montforthaus Feldkirch. Seit 2002 gibt es einen dritten Zyklus im Bregenzerwald.
Die Zusammenarbeit mit international renommierten Solisten und Dirigenten wie Heinrich Schiff, Thomas Zehetmair, Julian Rachlin, Elisabeth Leonskaja, Thomas Quasthoff, Clemens Hagen, Manfred Honeck, Kirill Petrenko, Gérard Korsten, dem Schauspieler Tobias Moretti oder dem Autor Michael Köhlmeier sowie regelmäßige Auftritte bei internationalen Festivals (Schubertiade, Bregenzer Festspiele, Bregenzer Frühling) machen das Orchester zu einer wichtigen Kulturinstitution. 
Zahlreiche Rundfunkaufnahmen, drei Fernseh- und vier CD-Produktionen dokumentieren ebenfalls das vielfältige Repertoire des Orchesters. Außer Werken des traditionellen klassisch-romantischen Orchesterrepertoires wird regelmäßig auch Neue Musik des 20. und 21. Jahrhunderts aufgeführt, wobei Komponisten aus Vorarlberg eine besondere Bedeutung zukommt.

## Chefdirigenten
- 1984–1988 ?
- 1988–2005 Christoph Eberle. Tourneen führten es unter seiner Leitung mehrmals nach Wien (Großer Musikvereinssaal, Konzerthaus), nach München (Philharmonie), Düsseldorf (Tonhalle), Madrid (Auditorio Nacional), Bozen (Nuovo Teatro) sowie nach Salzburg und Neapel.
- 2005–2020 Gérard Korsten
- Seit 2020 Leo McFall